# Публий Корнелий Малугинский Косс
Публий Корнелий Малугинский Косс (лат. Publius Cornelius Maluginensis Cossus; V—IV века до н. э.) — римский политический деятель и военачальник из патрицианского рода Корнелиев, консул 393 года до н. э., военный трибун с консульской властью 395 года до н. э.
В 395 году до н. э. Публий Корнелий был одним из шести трибунов-патрициев. Вместе с коллегой Публием Корнелием Сципионом он воевал с фалисками. В 393 году до н. э. стал консулом совместно с Луцием Валерием Потитом, но обоим пришлось вскоре сложить полномочия как избранным с нарушениями.
Существует мнение, что Публий Корнелий Малугинский Косс — одно лицо с Публием Корнелием Малугинским, военным трибуном с консульской властью 397 года до н. э.